# Курт Юст
Курт Юст (нім. Kurt Just; 31 грудня 1878, Кранц — 2 серпня 1961, Берлін) — німецький військовий чиновник, міністерський директор (1 червня 1942).

## Біографія
Здобув вищу технічну освіту, дипломований інженер. 12 жовтня 1903 року вступив у морське відомство. В 1907/11 роках служив в Імперському морському управлінні, в 1911/14 роках — в торпедному відділі Кільських військово-морських верфей, з 15 серпня 1914 по 18 січня 1918 року — в інспекції підводного флоту на верфях «Блом унд Фосс». З січня 1918 року служив на верфях в Брюгге, з жовтня 1918 року — в Данцигу, з жовтня 1919 року — у Вільгельмсгафені. В 1925 року переведений в Конструкторський відділ Морського керівництва. 1 жовтня 1927 року очолив групу ВР II (технічні питання) Загального управління Морського керівництва (з 1935 року — ОКМ). З 1 квітня 1938 року — начальник відділу (з 30 жовтня 1939 року — управлінської групи) верфей (K V) Конструкторського управління ОКМ. 1 березня 1943 року вийшов у відставку.

## Нагороди
- Почесний хрест ветерана війни
- Медаль «За вислугу років у Вермахті» 4-го, 3-го, 2-го і 1-го класу (25 років)